# Метод Ріца
Метод Ріца — прямий метод знаходження приблизного розв'язку крайових задач варіаційного числення. Метод названий на честь Вальтера Ріца, який запропонував його в 1909. 
Метод полягає у виборі пробної функції, що повинна мінімізувати певний функціонал, у вигляді суперпозиції відомих функцій, які задовільняють граничним умовам. Тоді задача зводиться до відшукання невідомих коефіцієнтів суперпозиції. Просторовий оператор в операторному рівнянні, що описує крайову задачу, повинен бути лінійним, симетричним (самоспряженим) та додатньовизначеним.

## Зовнішні посилання
- Ритца и Галёркина методы (рос.)